# Riocereija
Riocereija (llamada oficialmente Santa María Madanela de Riocereixa) es una parroquia y una aldea española del municipio de Piedrafita del Cebrero, en la provincia de Lugo, Galicia.

## Otras denominaciones
La parroquia también es conocida por el nombre de Santa María Magdalena de Riocereixa.

## Organización territorial
La parroquia está formada por cuatro entidades de población, constando tres de ellas en el nomenclátor del Instituto Nacional de Estadística español:
- Fonteformosa
- Riocereixa*
- Riocereixa de Abaixo
- Riocereixa de Arriba
- San Pedro

## Demografía

### Parroquia
| Gráfica de evolución demográfica de Riocereija (parroquia) entre 2000 y 2020 |
|                                                                              |
| Datos según el nomenclátor publicado por el INE.                             |

### Aldea
| Gráfica de evolución demográfica de Riocereixa (aldea) entre 2000 y 2020 |
|                                                                          |
| Datos según el nomenclátor publicado por el INE.                         |